# Rostumwandler
Rostumwandler sind flüssige Stoffgemische zur chemischen Umwandlung von Rost (FeOOH oder Eisen(III)-oxid) in stabile Eisen(III)-verbindungen.
Rost entsteht, wenn entweder Sauerstoff in feuchter Umgebung oder eine Säure mit Eisen reagiert. Rostschichten sind porös, sodass Sauerstoff durch sie hindurch an das noch ungeschädigte Eisen gelangt. Da dickere Rostschichten Feuchtigkeit aufnehmen und die Abtrocknung verzögern, beschleunigt sich die Rostneubildung, wenn der anfängliche Rostbelag nicht entfernt wird.
Im Gegensatz zum Eisen bilden andere Metalle wie Zinn, Zink, Kupfer und Aluminium recht dichte Oxid-Schichten an der Oberfläche, unter denen keine weitere Oxidation stattfindet. Im Eloxal-Verfahren wird die Oberfläche von Aluminium auf diese Weise passiviert.
Rostumwandler werden bei der Instandsetzung von Autos, Baumaschinen, Schiffen, Zäunen usw. eingesetzt. Ein gründlicher Schutz kann in der Regel nur erreicht werden, wenn loser Rost zunächst entfernt wird, z. B. durch Bürsten, Schleifen oder Sandstrahlen. Rostumwandler können den Rost nicht in Metall zurückverwandeln, behandelte Oberflächen werden nicht wieder metallisch glänzend, sondern stumpf dunkelgrau bis schwarz.

## Wirkstoffe

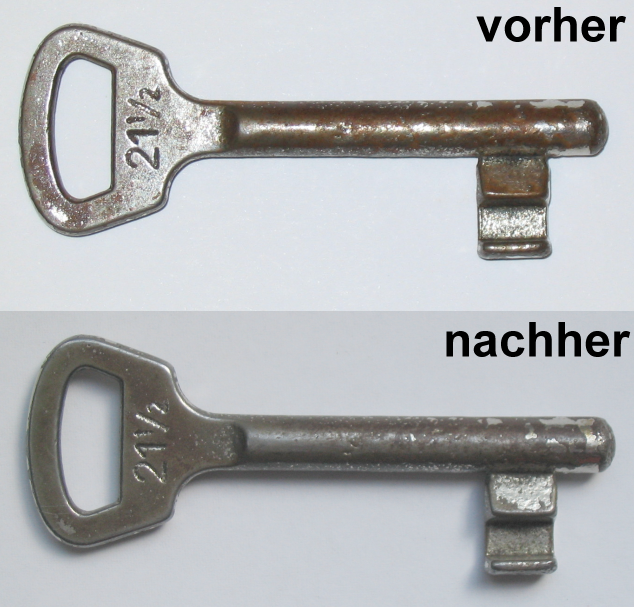
Die rostbraunen Stellen werden von Phosphorsäure in eine matt schimmernde Eisenverbindung umgewandelt. Anmerkung: oberes Foto mit Blitzlicht, unteres ohne.

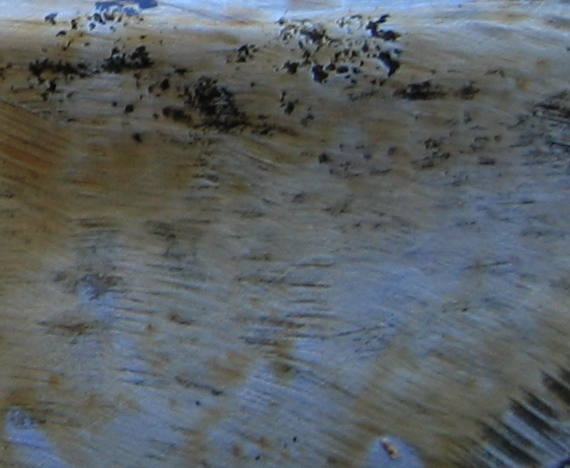
Aufgetragener Rostumwandler

Rostumwandler enthalten heute fast alle Phosphorsäure bzw. Phosphate als wirksamen Bestandteil. Bei der Anwendung wird Eisen(III)-oxid (FeOOH) zu Wasser und Eisen(III)-phosphat (FePO4) umgesetzt. Die Eisenphosphatschicht ist nicht porös wie Rost (ein Gemisch aus verschiedenen Eisenoxiden), sondern fest und überlackierbar.
Einzelne Produkte arbeiten auf Basis von Tanninen. Früher verwendete man Schwermetall-Oxide wie die von Blei (Mennige) und Cadmium sowie Chromate. Mit diesen bilden sich stabile Eisenoxide, im Falle von Tannin auch wasserlösliche Eisen-Tannin-Verbindungen. Schwermetall-Verbindungen sind jedoch oft giftig und umweltschädlich.
Neben dem eigentlichen Wirkstoff enthalten Rostumwandler häufig verschiedene Hilfsmittel und Additive, um den Vorgang des Rostumwandelns zu unterstützen. Zum Einsatz kommen etwa Tenside, die für eine bessere Benetzung der Oberfläche des zu behandelnden Werkstückes sorgen. Weitere Hilfsstoffe dienen als Reaktionsbeschleuniger oder Fettlöser und als Verdickungsmittel. Häufig sind im Handel erhältliche Rostumwandler auch mit Grundierungen oder auch direkt mit einem Decklack gemischt.
Auch Cola enthält Phosphorsäure. Wegen des niedrigen Säuregehaltes ist die Wirkung jedoch gering.
Viele Säuren eignen sich zur Auflösung von Rost. Im Gegensatz zur Phosphorsäure bilden sich damit jedoch meist keine anhaftenden Reaktionsprodukte, welche der weiteren Rostbildung vorbeugen und sich als Untergrund zum Aufbau weiterer Farbschichten eignen könnten. Die Oberfläche muss also nach der Anwendung mechanisch gereinigt werden.
Bei der Verwendung von Oxalsäure bildet sich ein Überzug schwerlöslicher Eisen(II)-oxalate, der erneuter Rostbildung vorbeugt.
Problematisch bei der Anwendung von Rostumwandlern ist, dass die Reaktion von Rost und Säure stöchiometrisch abläuft. Um ein voraussehbares Ergebnis zu erhalten, müssen Rost und Säure in einem bestimmten Verhältnis zusammengebracht werden. Je nach den lokal vorliegenden Mengenverhältnissen können sich verschiedene Reaktionsprodukte bilden.
Wenn mit einem Säureüberschuss gearbeitet wird, so wird häufig empfohlen, die noch verbleibende Säure nach der Reaktion abzuwaschen oder mit einer schwachen Lauge (z. B. Seifenwasser) zu neutralisieren.